# Radscheid

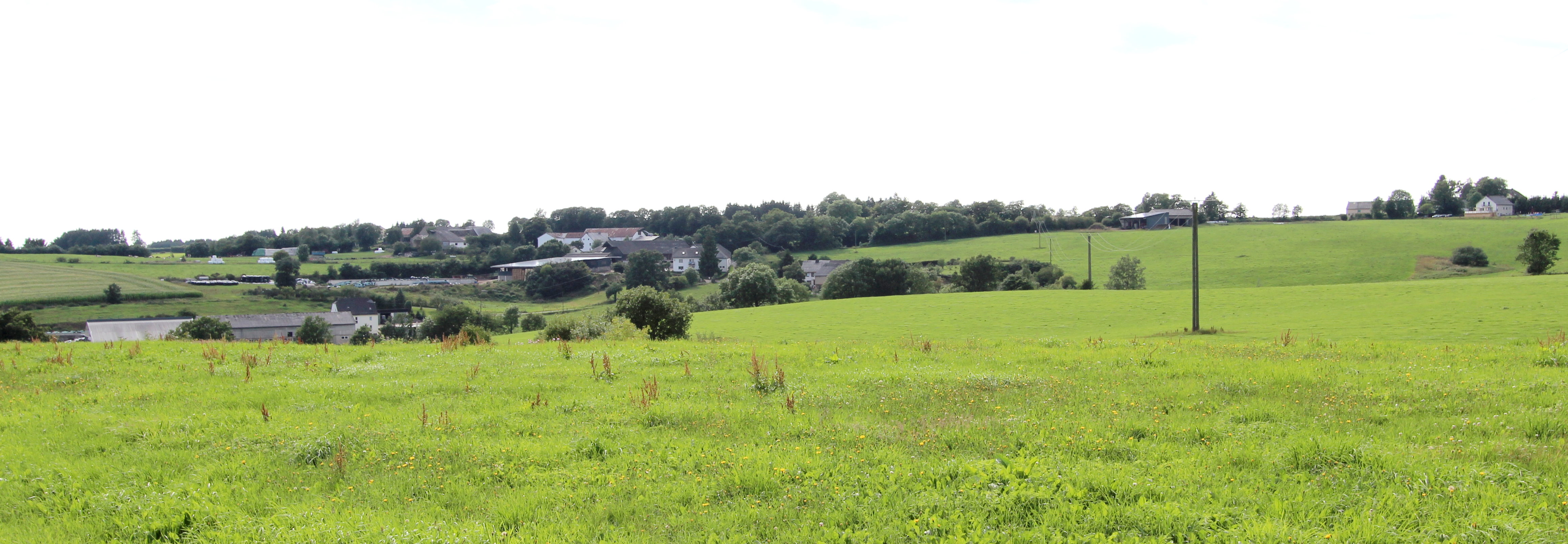
Panoramablick auf Radscheid

Radscheid ist ein Ortsteil der Ortsgemeinde Oberlascheid im Eifelkreis Bitburg-Prüm in Rheinland-Pfalz.

## Geographische Lage
Radscheid liegt rund 1,5 km westlich des Hauptortes Oberlascheid auf einer Hochebene, dicht an der belgischen Grenze. Umgeben ist Radscheid von einigen landwirtschaftlichen Nutzflächen sowie einem ausgedehnten Waldgebiet ist Westen. Östlich des Ortes fließt der Dürenbach und westlich des Ortes der Leimbach.

## Geschichte
Radscheid gehörte ursprünglich zur Schultheißerei Bleialff im Amt Prüm des Kurfürstentums Trier. Nach der französischen Annexion des Linken Rheinufers wurde der Ort dann der Mairie Bleialf im Kanton Schönberg im Arrondissement de Prüm zugeschrieben und gehörte somit zum Saardepartement. Unter preußischer Herrschaft zählte der Ort zur Bürgermeisterei Bleialf. 1956 folgte die Zuteilung zum Amt Bleialf und seit 2007 zählt Radscheid zur VG Prüm.

## Kultur und Sehenswürdigkeiten

### Wegekreuze
Auf dem Gemeindegebiet von Radscheid befinden sich insgesamt fünf Wegekreuze. Hierzu liegen jedoch keine genaueren Angaben vor und es existiert kein Denkmalschutz.

### Wandern
Rund um Oberlascheid existieren mehrere Wanderwege, die unter anderem auch durch Radscheid führen. Besonders aufgrund der Grenznähe eignet sich die Region auch für Touristen.

## Wirtschaft und Infrastruktur

### Unternehmen
In Radscheid wird ein Ferienhaus für Urlauber betrieben.

### Verkehr
Es existiert eine regelmäßige Busverbindung.
Radscheid ist durch die Kreisstraße 104 erschlossen. Westlich des Ortes verläuft die Landesstraße 1.